# Oficina Central de Estadística (Polonia)
La Oficina Central de Estadística (en polaco: Główny Urząd Statystyczny, GUS) es un órgano administrativo encargado de recolectar y publicar información estadística acerca de la economía, la población y la sociedad del país a nivel nacional y local.
El presidente de la Oficina Central de Estadística es nombrado por el primer ministro de Polonia por un periodo de cinco años y responde directamente ante él.
La Oficina Central de Estadística administra varios registros centrales, como el Registro Nacional de Entidades Oficiales de la Economía Nacional (Krajowy Rejestr Urzędowy Podmiotów Gospodarki Narodowej, REGON) y el Registro Nacional de la División Territorial del País (Krajowy Rejestr Urzędowy Podziału Terytorialnego Kraju, TERYT). No realiza encuestas públicas de opinión, sino que se limita a administrar indicadores de la situación socioeconómica del país. Los datos obtenidos solo se publican de forma agregada, lo que imposibilita la identificación de las personas encuestadas (secreto estadístico).
Su sede se encuentra en el número 208 de la Avenida de la Independencia de Varsovia.

## Historia
La Oficina Central de Estadística fue creada por el Consejo de Regencia del Reino de Polonia en 1918, por iniciativa de Ludwik Krzywicki. Sus actividades quedarían reguladas por la Ley de 21 de octubre de 1919 sobre la organización de estadísticas administrativas.
Su primera sede, entre 1918 y 1919, estaba en la calle Jasna, n.º 10. En enero de 1920, se trasladó al edificio Kryński en la avenida Jerozolimskie, n.º 32.
Durante la Segunda Guerra Mundial, su actividad fue suspendida. Volvió a operar en 1945.
Entre 1948 y 1951, se erigió una nueva sede en la intersección de la calle de Wawel y la avenida de la Independencia de Varsovia: un edificio en forma de molino con tres aspas, diseñado por Romuald Gutt junto con Zbigniew Wasiutyński, entre otros.
La Oficina elaboró censos en 1921, 1931, 1946, 1950, 1960, 1970, 1978, 1988 y 1996 (censo agrario). Entre el 21 de mayo y el 8 de junio de 2002, realizó dos censos al mismo tiempo: el censo de población y el censo agrario. El siguiente censo agrario se realizó entre el 1 de septiembre y el 31 de octubre de 2010, mientras que el siguiente censo de población tuvo lugar entre el 1 de abril y el 30 de junio de 2011.